# Non ci sto (album Syria)
Non ci sto è l'album di debutto della cantante italiana Syria, pubblicato nel 1996 dall'etichetta discografica Easy Records Italiana. Nello stesso anno, la cantante ha vinto il Festival di Sanremo 1996  nella categoria delle Nuove Proposte con il brano Non ci sto, che ha dato il titolo al disco.
L'album contiene le canzoni Piano piano dolce dolce, Sogno e Sei bellissima, cover rispettivamente di Peppino di Capri, Mietta e Loredana Bertè.

## Tracce
CD (Easy 483 844 2 (Sony)
1. Chissà - 3:31 (Claudio Mattone)
2. Non ci sto - 3:13 (Claudio Mattone)
3. Batti e batti - 4:04 (Claudio Mattone, Alberto Salerno (lyrics) / Claudio Mattone (music))
4. Manchi tu - 3:27 (Franco Migliacci, Claudio Mattone)
5. Happiness - 3:11 (Claudio Mattone)
6. I giorni della nostra età - 3:35 (Alberto Salerno, Claudio Mattone)
7. Canterò - 3:29 (Claudio Mattone, Guido Morra)
8. Piano piano dolce dolce - 3:21 (Franco Migliacci, Claudio Mattone)
9. Sogno - 3:33 (Claudio Mattone)
10. Sei bellissima - 3:52 (Giampietro Felisatti, Claudio Daiano)